# Déli határzár Magyarországon
A magyar műszaki határzár (hivatalos nevén: határőrizeti célú ideiglenes kerítés, gyakran  határőrizeti célú ideiglenes biztonsági határzár (IBH) vagy műszaki határzár vagy déli határzár Magyarország déli részén, a magyar–szerb és a magyar–horvát határszakaszon 2015-ben megépített kerítés, amely a zöldhatárt, azaz a hivatalos határátkelőhelyek közötti határszakaszokat zárja le fizikailag, és a vonatkozó kormányhatározatban szereplő indoklás szerint az európai migrációs válság következtében kialakult rendkívüli bevándorlási nyomás kezelése érdekében készült. A körülbelül 175 km hosszúra és 4 méter magasra tervezett ideiglenes műszaki határzár kivitelezését a Magyar Honvédség végezte. A határszakaszok ellenőrzését a honvédség ideiglenes alkalmi kötelékei – a dunántúli és az alföldi, valamint a határra rendszeresen levezényelt rendőrök – látják el. 2018-ban Orbán Viktor berlini látogatáskor kijelentette, hogy Magyarország óriási terhet vesz le Németország válláról azzal, hogy a kerítés megépítésével megakadályozta, hogy bárki a törvények megkerülésével lépjen Magyarország területére.
Horvátország schengeni csatlakozását követően a magyar–horvát határon lebontották a kerítést.

## Előzmények

A határzár elhelyezkedése 2023 előtt
EU és Schengen-tagállamok
A schengeni egyezményt nem alkalmazó EU-tagállamok
Nem EU, nem Schengen-tagállamok
Társult Schengen-tagállamok

2015 elejére jelentősen romlott a közel-keleti és észak-afrikai biztonsági helyzet. Líbiában a 2011-es polgárháború nyomán megbukott Moammer Kadhafi diktatúrája, de ezt követően nem alakult ki stabil állam. A harcok folytatódtak, és több mint 140 000 ember volt kénytelen elmenekülni lakóhelyéről. Az ország eközben az embercsempészek terepévé vált. Mindeközben negyedik évébe lépett a szíriai polgárháború, melynek nyomán hárommillió ember menekült el az országból, és további 6,5 millió vált földönfutóvá az országon belül. Az okok között vezető szerepet játszott a világ egyik legismertebb terrorszervezete az Iszlám Állam térnyerése, amely súlyos menekültproblémát gerjesztett Irakban is, ahol mintegy 1,8 millió ember volt kénytelen elhagyni az otthonát.
Ennek nyomán 2015 első felében jelentősen megnőtt a Magyarországra érkező migránsok száma is. Ekkor Toroczkai Lászlónak, Ásotthalom polgármesterének ötleteként merült fel először a Magyarország déli határain felépítendő kerítés gondolata, amelynek célja az volna, hogy az illegális határsértést elkövető migránsok beözönlését meggátolná. 2014-ben összesen 42 777 menedékkérelmet nyújtottak be a Bevándorlási és Állampolgársági Hivatalhoz, ez a szám 2015 első felében átlépte az 57 ezret. Július közepéig 78 ezren lépték át az országhatárt illegálisan, közülük 77 600-an Szerbia felől érkeztek.
A magyar kormány 2015. június 17-én döntött arról, hogy – a görög–török, a bolgár–török, illetve a lett–orosz határhoz hasonlóan – lezárja a zöldhatárt a magyar–szerb szakaszon, hogy a bevándorlók lehetőleg a legális belépési pontokat vegyék igénybe. Az elfogadott 1401/2015. (VI. 17.) számú kormányhatározat értelmében körülbelül 175 km hosszúságban 4 méter magas „határőrizeti célú ideiglenes kerítést” kell létesíteni.
Az Országgyűlés 2015. július 6-án fogadta el az államhatárról szóló törvény módosítását tartalmazó 2015. évi CXXVII. törvényt, amely szerint Magyarország határvonalától számított 10 méteres sáv „az államhatár rendjének védelmét biztosító létesítmények” építése, telepítése és üzemeltetése céljából igénybe vehető. Az itt található ingatlanokon az államot közérdekű használati jog illeti meg a tulajdonos megfelelő kártalanítása mellett.

## A kerítés építése

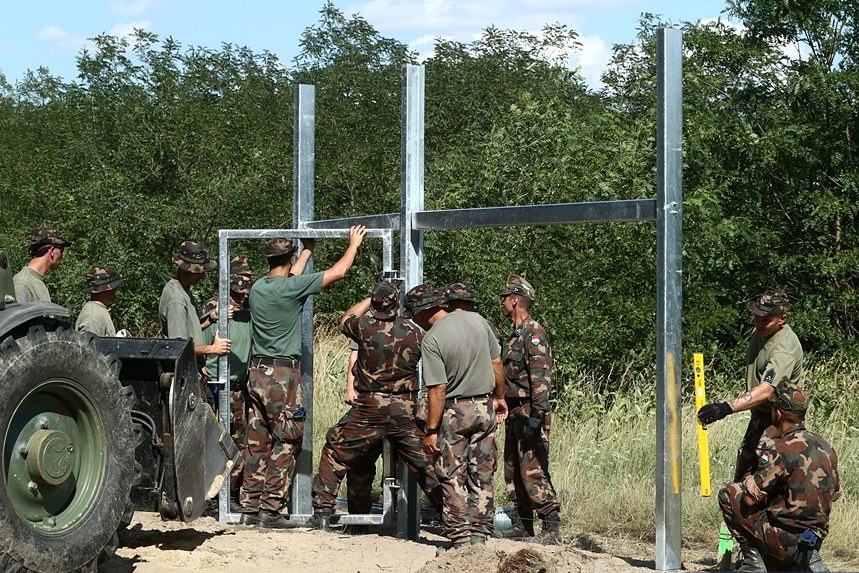
A mintaszakasz építése

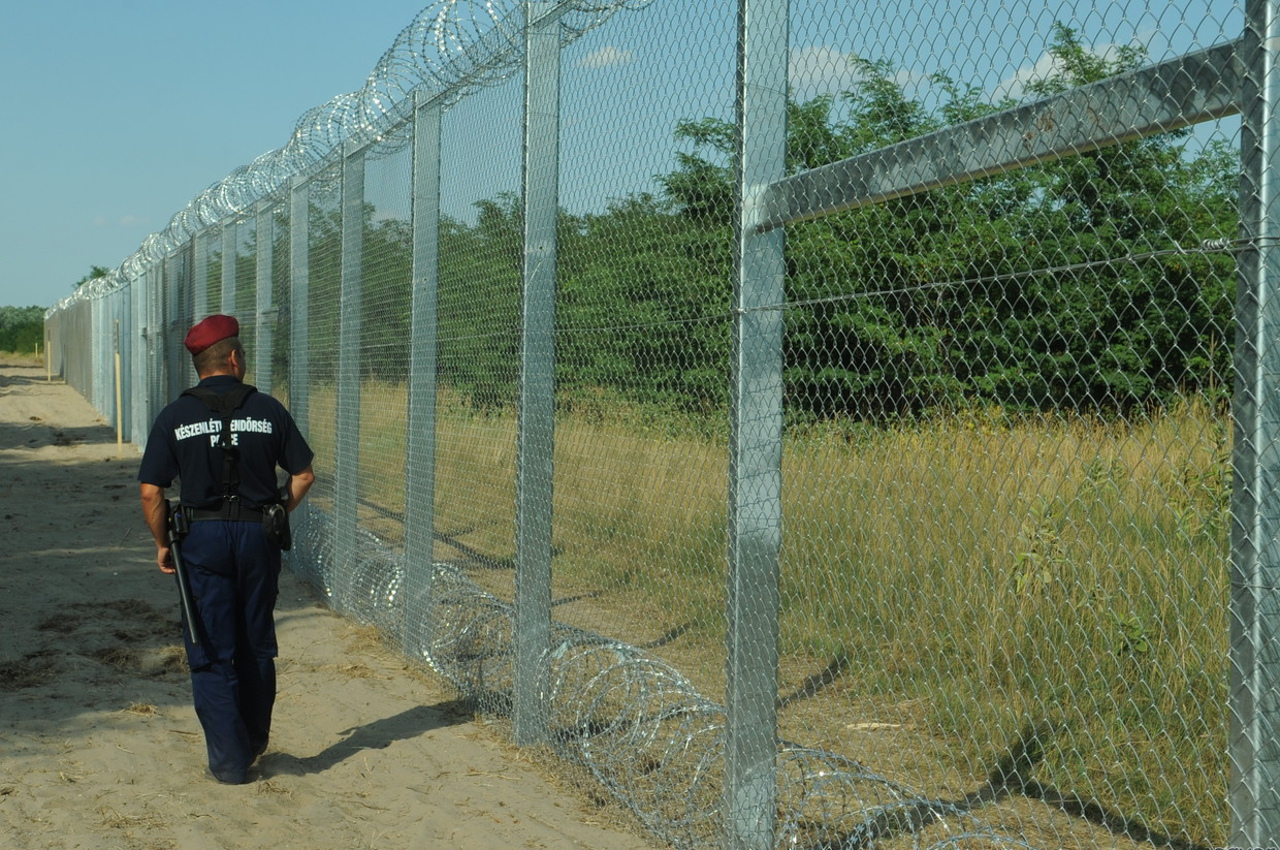
Acéloszlopon drótháló és NATO-szabványú pengés dróthenger (elfogadott 2. változat)

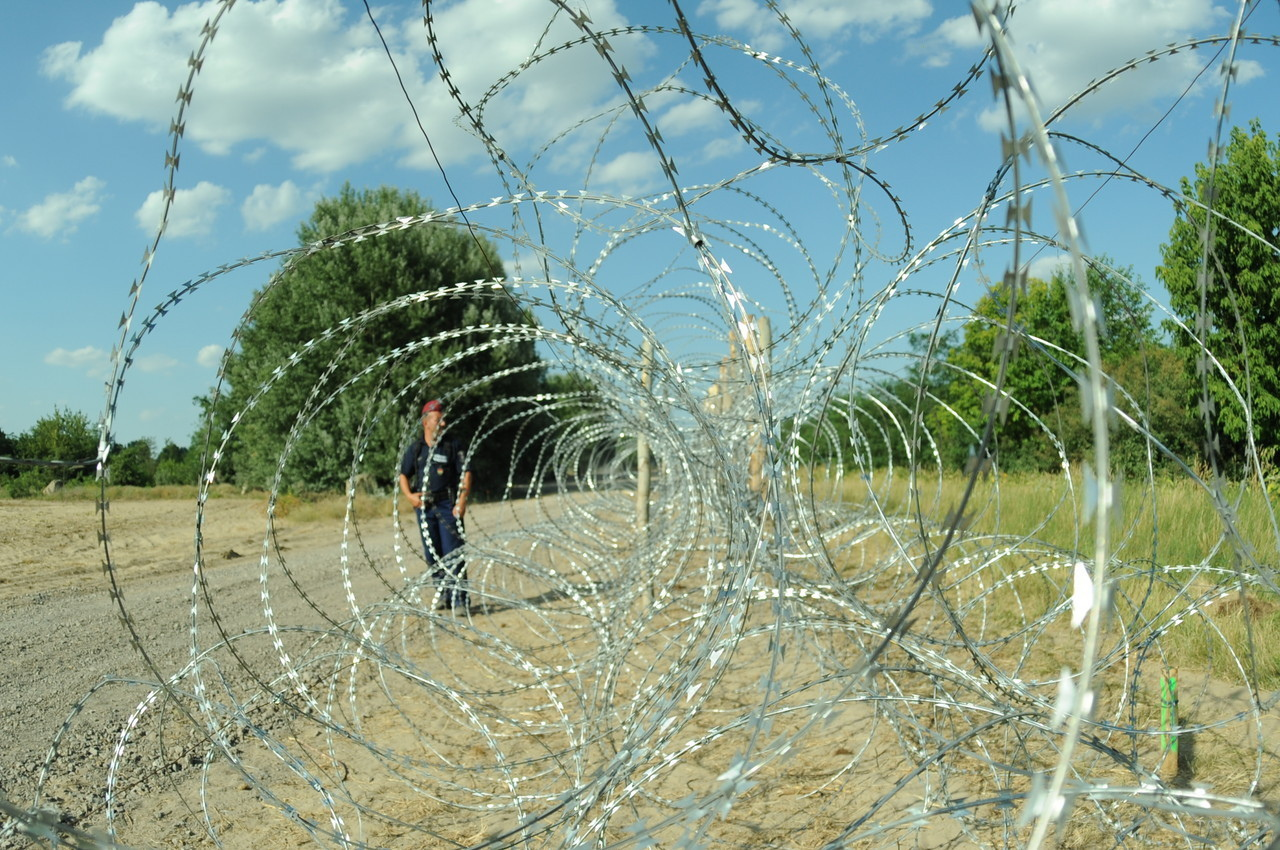
Gúla alakban telepített dróthengerek (elfogadott 4. változat)

### Mintaszakasz
A kerítés mintaszakaszának építését Mórahalom térségében kezdte el a Magyar Honvédség július 13-án. A munkát a 37. Rákóczi Ferenc Műszaki Ezred, az 5. Bocskai István Lövészdandár és a 86. Szolnok Helikopter Bázis honvédjei végezték. Július 18-án fejezték be a 175 méteres mintaszakaszt, amely négyféle technikával készült el:
1. négyméteres acéloszlopok betonalapba állítva, rajtuk drótháló, kétméteres magasságban merevítő keresztgerendákkal, a kerítés tetején és aljánál NATO szabvány szerint készült pengés drót,
2. egy méter mélyen a talajba sajtolt acéloszlopok, rajtuk drótháló, a kerítés tetején és tövénél pengés drót,
3. 35–25 centiméter átmérőjű akácfaoszlopok, rajtuk drótháló, a kerítés tetején és aljánál pengés drót,
4. három szinten, oldalirányból gúla alakban egymásra telepített pengésdrót-hengerek.[17]

A július 21-i ülésén a kormány úgy döntött, hogy a határzárat a 2. változat szerint építik meg, kivéve kb. 30-40 kilométernyi nehezen járható szakaszt, ahol csak pengés dróthenger lesz. A kerítés mentén táblák tájékoztatják a migránsokat a határátkelők helyéről, valamint arról is, hogy az illegális határátlépés bűncselekmény. Az igénybe vett kb. 98 hektárnyi magánterület tulajdonosainak 160-170 forint m²/év használati díjat fizetnek.
A teljes határzár építését szintén a honvédség végzi tíz-tizenkét helyszínen kilencszáz fős létszámmal. Az alapanyagokat a büntetés-végrehajtás fogvatartottai készítik, a kivitelezés műszaki irányítója és szervezője a honvédelmi tárca, míg a Belügyminisztérium közfoglalkoztatottakkal segíti a munkát. A kormány július elején 6,5 milliárd forintot különített el alapanyagokra és közvetlen munkaköltségre.
A kerítés felépítésének eredeti határideje 2015. november 30. volt, de Orbán Viktor július 25-én a Bálványosi Szabadegyetemen bejelentette, hogy a határzár augusztus 31-ig megépül. Az építkezés felgyorsítása érdekében a honvédségi erőket mintegy 100-250 fő közmunkással egészítették ki. A munkákhoz hat cölöpverő gépet alkalmaztak három műszakban. Kovács Zoltán kormányszóvivő július 29-én bejelentette, hogy 22,2 milliárd forintot fordítanak a migráció kezelésére, a Népszabadság információi alapján ebből kétmilliárdot a kerítésépítés gyorsítására költenek, 9 milliárdot a Belügyminisztérium költségeire, tízmilliárdért pedig a Bevándorlási és Állampolgársági Hivatal konténereket és ingatlanokat vásárolhat befogadó állomások áthelyezésére és létesítésére. Hende Csaba miniszter napi 5000 forint jutalmat ajánlott fel a határzár építésében részt vevő honvédségi állomány részére, ha határidőre elkészülnek.

### Első ütem (gyorstelepítésű drótakadály, GyODA)

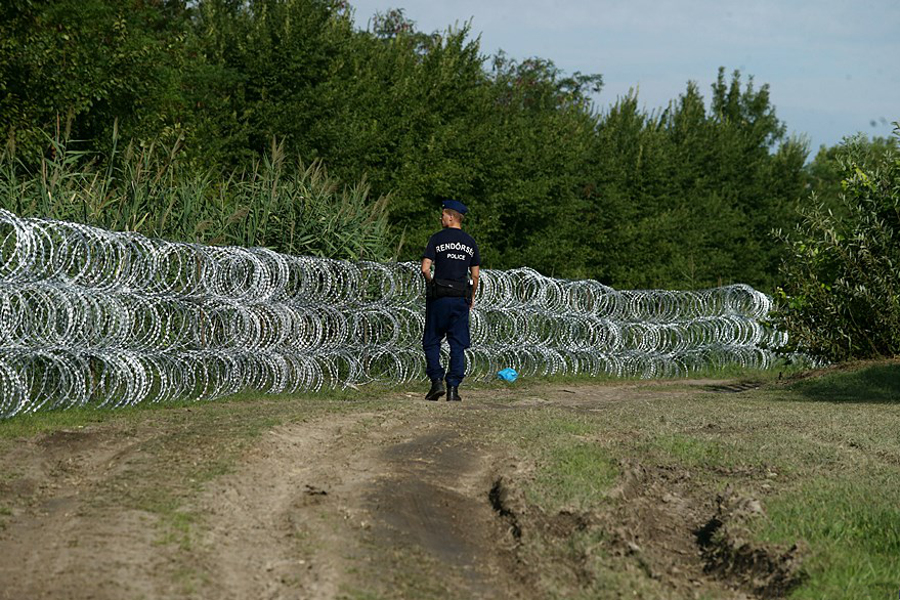
A gyorstelepítésű drótakadály

A határzár műszaki paramétereit a kormány Nemzetbiztonsági Kabinetje véglegesítette a belügy- és a honvédelmi miniszter közös jelentése alapján.
Az előrehozott határidő miatt először a korábban elfogadott típusoknál egyszerűbb változatú, mindössze 1,5-2 méter magas határzárat, úgynevezett gyorstelepítésű drótakadályt (GYODA) telepítenek, amelyen acélkarókra feszített vezetődrótok tartanak három sor pengés dróthengert és két kilométerenként személykapuk szakítják meg. E mögött épül a 3-4 méteres fő kerítés.
A 2015. július 31-én megjelent 213/2015. (VII. 31.) számú kormányrendelet értelmében aki a határzár építési területére illetéktelenül belép vagy pilóta nélküli repülőgépet juttat be, illetve a munkavégzést akadályozza, 50 000 és 300 000 forint közötti büntetést kaphat.
Bátor Ferenc alezredes, a honvédség helyi munkacsoportjának parancsnoka augusztus 14-én bejelentette, hogy a gyorstelepítésű drótakadály elkészült a határ Csongrád megyei szakaszán, a röszkei határátkelőhely és a Gyálaréti főcsatorna közötti szakasz kivételével, ahol augusztus 31-én fejezik be az építést. A fő kerítés oszlopait 2015. augusztus 17-ig egy hét kilométeres szakaszon telepítették.
Augusztus 29-én a Honvédelmi Minisztérium közleményben jelentette be, hogy két nappal az augusztus 31-i határidő előtt a határzár első szakaszának a telepítése befejeződött, a magyar–szerb határt lezárták. A műszaki zárral párhuzamosan tovább épül az ideiglenes biztonsági határzár, hogy az illegális határátlépők előtt a 3 méter magas drótkerítés is akadályt képezzen. A tiltott határátlépések száma ugyanakkor nem csökkent, az augusztus 28–30-i hétvégén 8792 illegális migránst fogtak el.

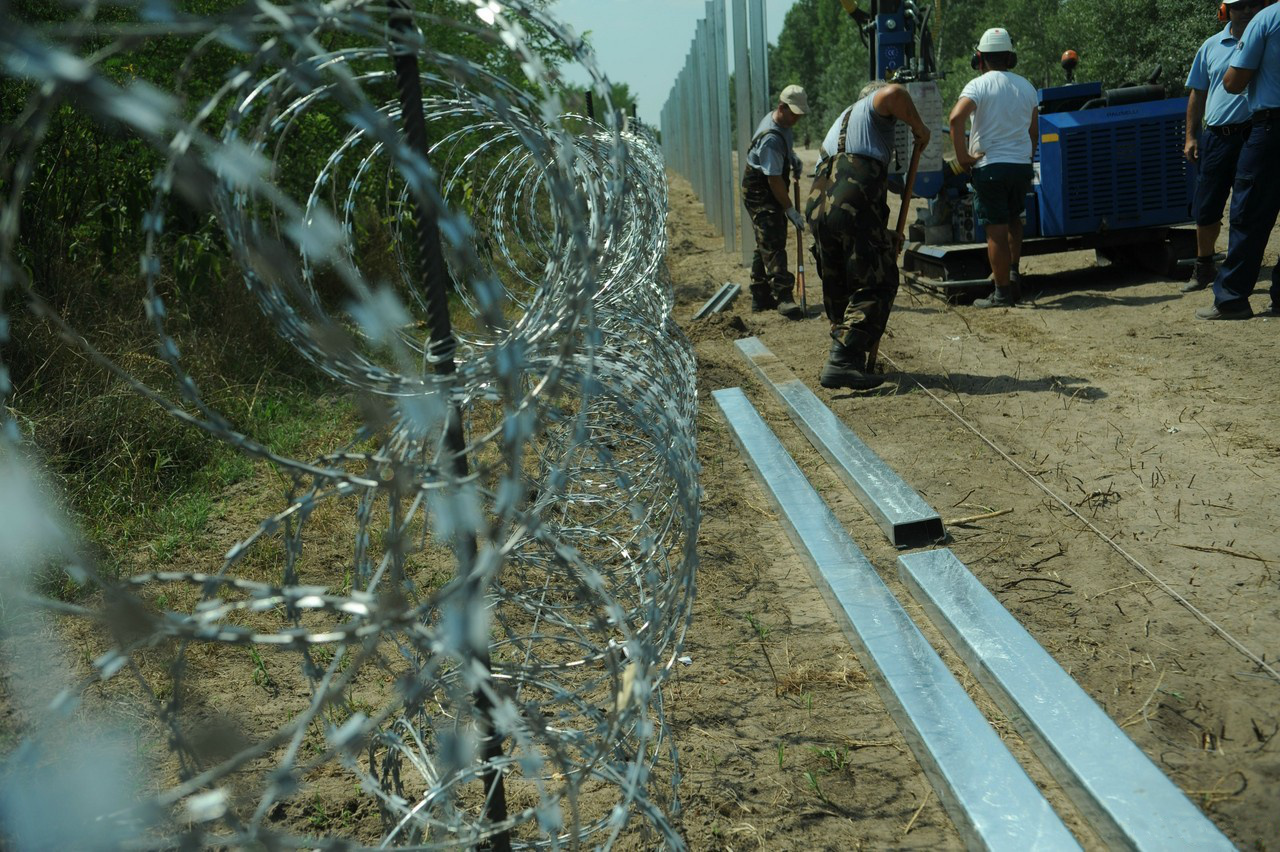
A drótakadály mögött épülő fő kerítés

### Második ütem
Az Országgyűlés szeptember 4-én fogadta el a 2015. évi CXL. törvényt, mely szerint a határzár tiltott átlépése, megrongálása, valamint építésének megakadályozása bűncselekménynek minősül, és szabadságvesztéssel, illetve kiutasítással büntetendő. A szabályozás szeptember 15-től hatályos.
Szeptember 7-én a Magyar Honvédség tevékenységét a határzár építésével kapcsolatban érő súlyos kritikák miatt Hende Csaba lemondott honvédelmi miniszteri posztjáról. Az utódjául kinevezett Simicskó István legfontosabb feladatául a határzár elkészítését nevezte meg. Szerinte a legális belépőpontokra kell terelni a határon átjövőket, és ehhez meg kell teremteni a megfelelő jogszabályi környezetet. A miniszter szeptember 11-én bejelentette, hogy 3800 katona naponta 10 km-nyi szakaszt épít meg.

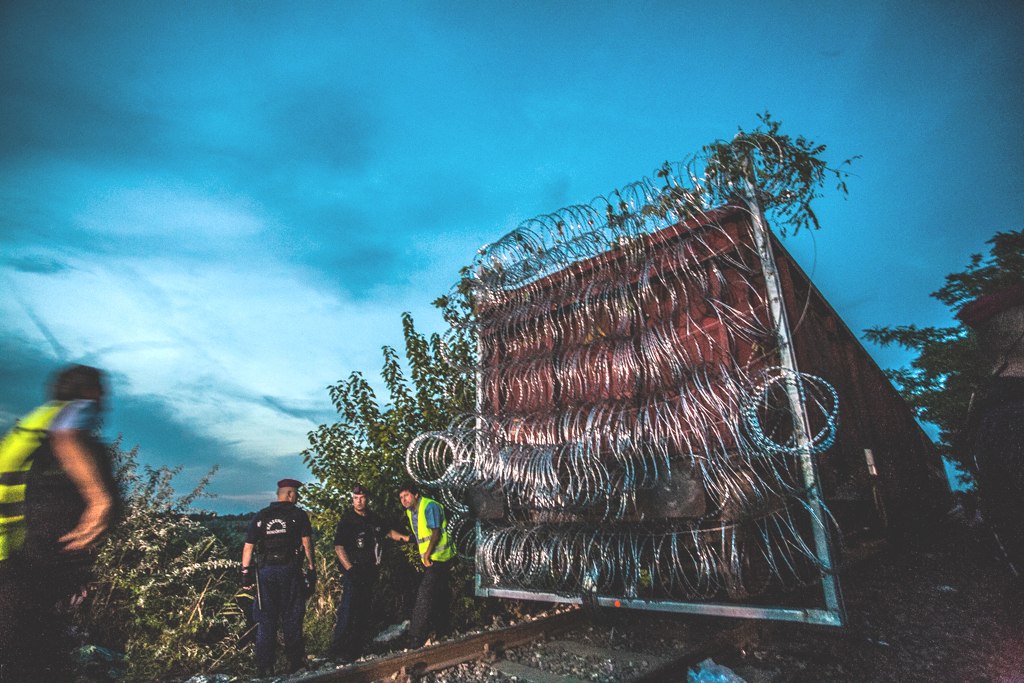
Pengés dróttal felszerelt vasúti kocsi

2015 nyarán a Szeged–Szabadka-vasútvonal határszakasza a Magyarország felé irányuló menekülthullám egyik legfontosabb határátlépési pontja lett. 2015. augusztus 28-án a MÁV-START a Szeged–Horgos közötti napi 2 vonatpár forgalmát ideiglenesen leállította, mert a síneken gyalogló emberek miatt a vasúti közlekedés nem volt fenntartható. 2015. szeptember 14-én este nyolc órakor a határzár utolsó szabad átjáróját lezárták egy tehervagonnal, melyre hétsoros pengés drótot tartó acélkeretet erősítettek. Korábban a MÁV szakemberei a helyszínen arról beszéltek, hogy a határzár hiányzó részére vasúti kapu kerül, amelyet megnyithatnak a szerelvények előtt, ha újraindul a forgalom. Ezt a megoldást helyettesíti az átalakított tehervagon. A vasúti átjáró lezárásával teljessé vált a magyar–szerb zöldhatárt lezáró műszaki határzár. Szerbia felől csak a hivatalos határátkelőhelyeken lehet Magyarországra belépni.

### A határzár továbbépítése a román és a horvát határszakaszokon
2015. szeptember 15-én Szijjártó Péter külgazdasági és külügyminiszter bejelentette, hogy a magyar–román határon felállítandó kerítés megépítésének előkészítéséről döntött a kormány. A terv szerint a határzárat meghosszabbítják a magyar–román határ mentén a magyar–szerb–román hármashatártól a Maros folyóig és még azon is túl néhány kilométer távolságra. Három nappal később, 18-án pedig Orbán Viktor miniszterelnök úgy nyilatkozott, hogy a magyar–horvát határon is műszaki határzár épül 41 kilométeres hosszban. A munkát még aznap elkezdték.
Szeptember 21-én jelent meg az 1665/2015. (IX. 21.) számú kormányhatározat, mely elrendeli a tömeges bevándorlás okozta válsághelyzet kihirdetésével érintett megyéknek (Bács-Kiskun, Csongrád, Baranya, Somogy, Zala és Vas megyék) a Magyarország schengeni határával azonos külső határán a biztonsági határzár megépítését.
Lázár János miniszterelnökséget vezető miniszter október 15-én arról tájékoztatott, hogy a magyar–horvát műszaki határzár elkészült.
Október 16-án éjfélkor a magyar–horvát határon is életbe lépett az a határrendészeti módszer, melyet a magyar–szerb határon egy hónappal korábban vezettek be: a zöldhatárt fizikai eszközökkel és élőerős védelemmel lezárták, csak a hivatalos határátkelőhelyeken lehet belépni Magyarországra. Az év elejétől eddig az időpontig Szerbia felől mintegy 204 ezer, Horvátországon keresztül 185 ezer illegális migráns érkezett. A lezárást követően a tiltott határátlépés a töredékére csökkent: a korábbi napi többezres adatokkal szemben október 17-én 870, míg 18-án mindössze 41 főt fogtak el. A következő napokban Pintér Sándor belügyminiszter a közbiztonság védelmére hivatkozva teljes határzárat rendelt el a magyar–horvát határon a Murakeresztúr–Kotor, a Gyékényes–Kapronca és a Magyarbóly–Pélmonostor vasúti, valamint a magyar–szerb határon a Röszke–Horgos közúti határátkelőhelyen valamennyi személy, jármű és szállítmány számára.

## Illegális határátlépés a határzár megrongálásával vagy megkerülésével
2015. augusztus 6-án éjszaka Ásotthalom közelében a drótakadály felső rögzítő drótját elvágták. A rendőrség a közelben elfogott 18 afgán illegális bevándorlót és szabálysértési eljárás keretében vizsgálják, hogy a kb. 2000 forintos kárt ők okozták-e. A Fidesz frakciója bejelentette: szeptemberben törvényjavaslatot nyújtanak be, hogy a határzár megrongálása bűncselekménynek számítson.
Az M1 hírcsatorna tudósítója augusztus 24-én arról számolt be, hogy illegális migránsok a drótakadályt megrongálva, illetve arra ruhákat, hálózsákokat terítve másztak át a határzáron. Szeptember 14-ig folyamatosan érkeztek a vasúti sínek mentén is, mert a kerítés ott nem volt folytonos. Azóta többször számolt be a média a drótakadály megrongálásáról, illetve az azon keresztüli illegális határátlépésről.

## A déli határzár eredményessége és hatékonysága

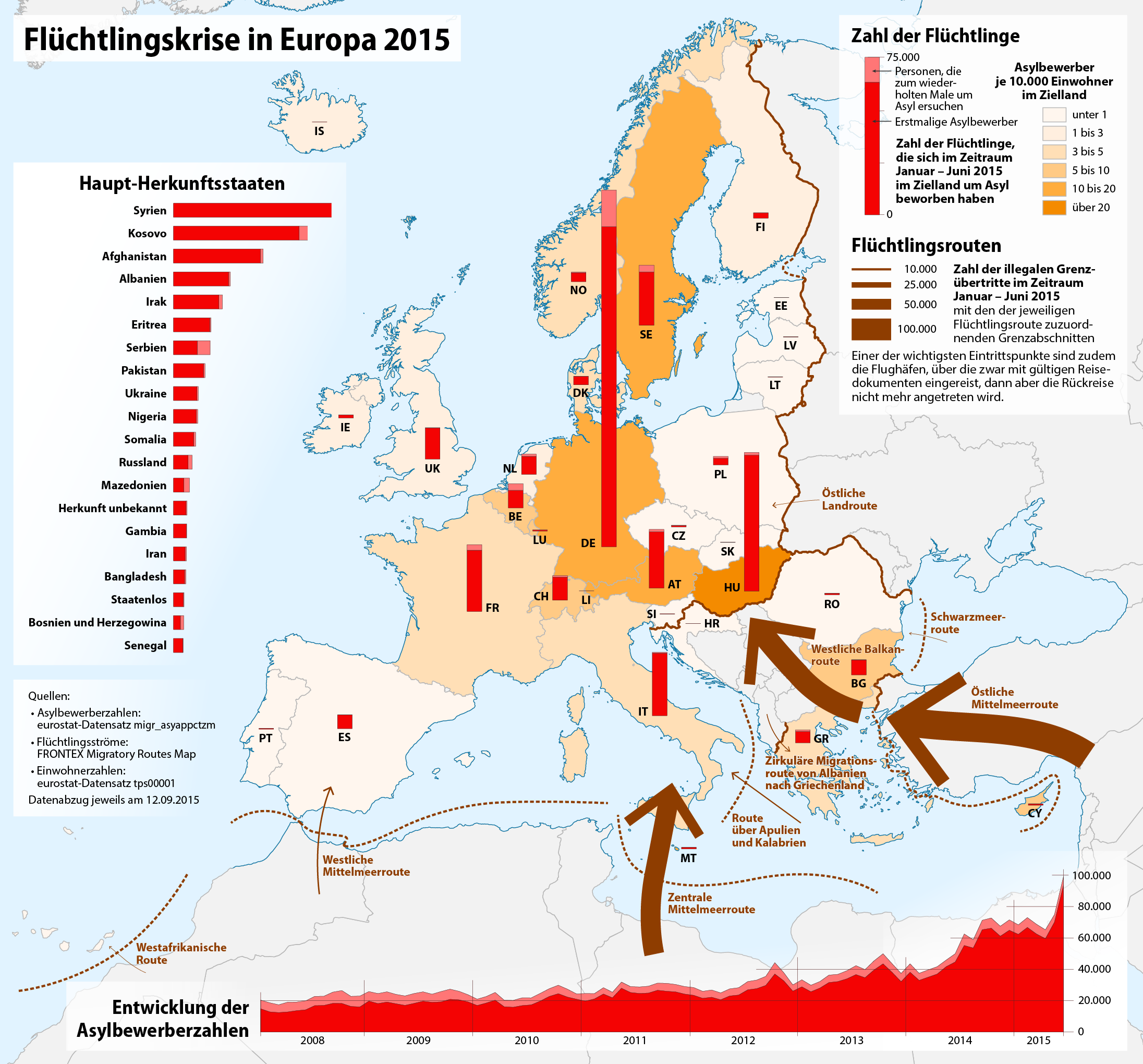
Az európai kontinens felé tartó migráns útvonalak 2015. január 1. és június 30. között. Az oszlopok a menedékkérelmek abszolút számát, az ország színe a menedékkérők arányát mutatja a lakosságához képest (az ábra angol nyelven is elérhető).

Habár a magyar–szerb határszakasz valójában zárt és szigorúan őrzött országhatárnak számított a fizikai határzár megépítése előtt is, hiszen ez az Európai Unió schengeni övezetének déli határáról van szó, a kormány elhatározta, hogy visszaállítja a 2012 előtti állapotot a határszakaszon és egy kerítést is létesít az őrzés megkönnyítésére. A magyar–szerb határszakaszon az építkezést a Magyar Honvédség 2015. szeptember 17-én fejezte be. A szerbnél jóval hosszabb magyar–horvát szakaszon pedig, a természetes védvonal (Dráva, Mura) miatt rövidebb műszaki akadály felépítését október 21-én fejezték be. A kormány összesen 12 milliárd forintot költött el a különleges és rendkívüli beruházásra.
A rendőrség adatainak tanúsága szerint a műszaki határzár elkészültével töredékére (napi 4-8 ezerről néhány tucatnyira) csökkent az elfogott migránsok száma. A migránsok ettől kezdve Horvátországon és Szlovénián keresztül jutottak el Ausztriába, onnan pedig Németországba, amely december közepéig egymillió menekültet fogadott be.
A magyar Belügyminisztérium értékelése szerint Magyarország déli határán 2015. október 16-án teljessé vált műszaki határzár hatékonysága a rendőrségi és határrendészeti adatok alapján bebizonyosodott. Minősítésük szerint az egyéb uniós schengeni határra építendő határzáraknak is mintául szolgálhat a tervezett védelmi vonalak megépítéséhez.

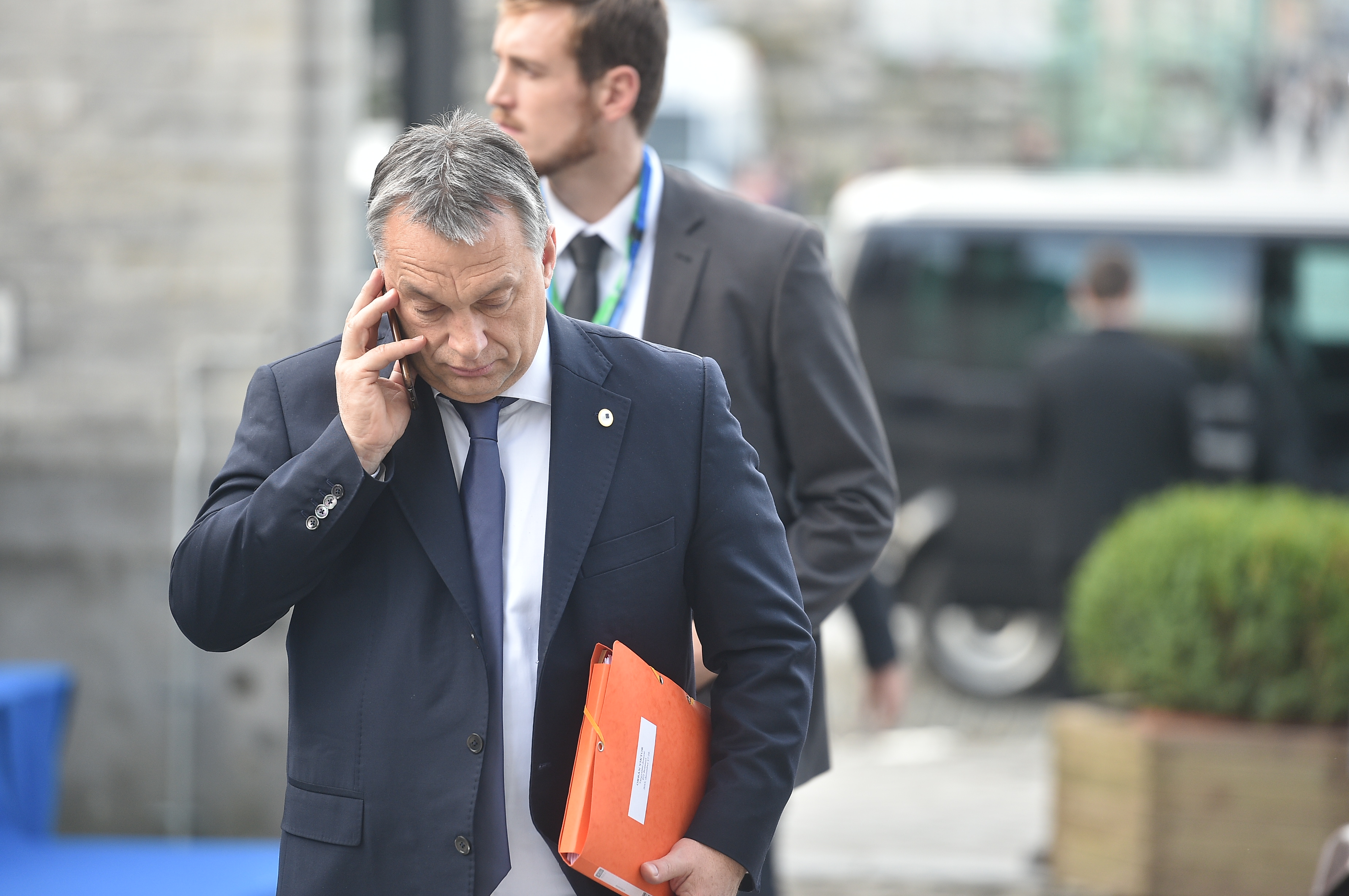
Orbán Viktor az EPP 2015. őszi tanácskozásán

2015. október 28-án a miniszterelnök belbiztonsági főtanácsadója elmondta, hogy sikerült lecsökkenteni a Magyarországra érkező illegális migránsok számát és a megépült déli határzárnak köszönhetően minimális a határsértők száma. A kormány elérte a kitűzött célját és a hivatalos határátkelők felé tudta terelni az uniós szabályok szerint regisztrálni hajlandó migránsokat. Balog Zoltán a schengeni határon szolgáló rendőrök kitüntetése alkalmából úgy nyilatkozott, Magyarország megmutatta, hogy képes megvédeni nemcsak a saját, hanem az Európai Unió külső határát is, ezáltal humanitárius katasztrófát akadályozott meg az épített kerítés.
A magyarországi schengeni határszakaszon épült kerítés befejezését követően Ausztria is bejelentette egy határát lezáró határzár létesítését a szlovén-osztrák határon, ami azonban olyan megoldás, ami mégsem kerítés, hanem széles kapu, aminek hosszú szárnyai vannak, az osztrák belügyminiszter értékelése szerint azért, hogy fegyelmezett, ellenőrzött módon jussanak a bevándorlók az országba. Az osztrák hadügyminiszter elmondta, bár támogatja az osztrák határzár felépítését, nem használna olyan drótkerítést, mint Magyarország, amely „átlépte az emberiesség határát”.
Az Országos Idegenrendészeti Főigazgatóság közzétett adatai szerint 2015-ben, 314 százalékkal több menekült érkezett Magyarországra, mint 2014-ben. Összesen 177 135 külföldi állampolgárságú személy regisztrált menedékkérőként. A KSH kimutatása szerint 2015-ben a befogadott, Magyarországra érkezett menedékkérők és a nemzetközi védelemben részesülők közül 6 fő kapta meg a befogadotti státuszt. Befogadottnak a magyar jogrendszer azt  a  nemzetközi  védelemre  szoruló  külföldit tekinti, akit nem lehet a hazájába visszaküldeni, mert ott üldözés, kínzás, embertelen vagy megalázó bánásmód vagy halálbüntetés áldozata lenne, de mégsem jogosult sem menekült, sem oltalmazott státuszra. A befogadottak speciális engedélyt kapnak, mellyel ideiglenesen Magyarországon maradhatnak.
2016. január 19-én a magyar külügyminiszter azt nyilatkozta a Reutersnek, hogy Magyarország kész a déli műszaki határzárat továbbépíteni a román–magyar határon is, amennyiben a migránsok útvonalának iránya megváltozna és Horvátország helyett Románia felé módosulna.
2016 áprilisában a Magyar Honvédség megkezdte a magyar–szerb határ bizonyos szakaszain az ideiglenes biztonsági határzár további fizikai megerősítését.
2016. július 5-én a déli magyarországi határszakaszon bevezetésre került a mélységi határőrizet, ami azt jelenti, hogy azokat az illegális határsértőket, akiket a határtól számított 8 kilométeres távolságon belül elfognak, „visszakísérik a határkerítésen található kapukig, és útbaigazítják őket a legközelebbi tranzitzóna felé“. A rendelkezés hatására többen mentek vissza a magyar határról Belgrád felé, mint ahányan odaérkeztek. 2016. július 30-án Bakondi György, a miniszterelnök belbiztonsági főtanácsadója bejelentette, hogy megszűntek a tiltott határátlépések a déli határzár közelében.
2017 januárjában Belgium elismerte, hogy a határzár megépítésével a nyugat-balkáni migrációs útvonal lezárása ténylegesen hozzájárult az Európát elérő bevándorlás csökkentéséhez.
2018. június 10-én az ARD német országos köztelevízióban, egy késő este sugárzott interjúban Angela Merkel elismerte, hogy „a magyar–szerb uniós külső határ védelmével Magyarország Németországot is védi”. Hozzátette, hogy Magyarország „bizonyos értelemben nekünk végzi el a munkát”.

## A második védvonal a magyar–szerb határszakaszon

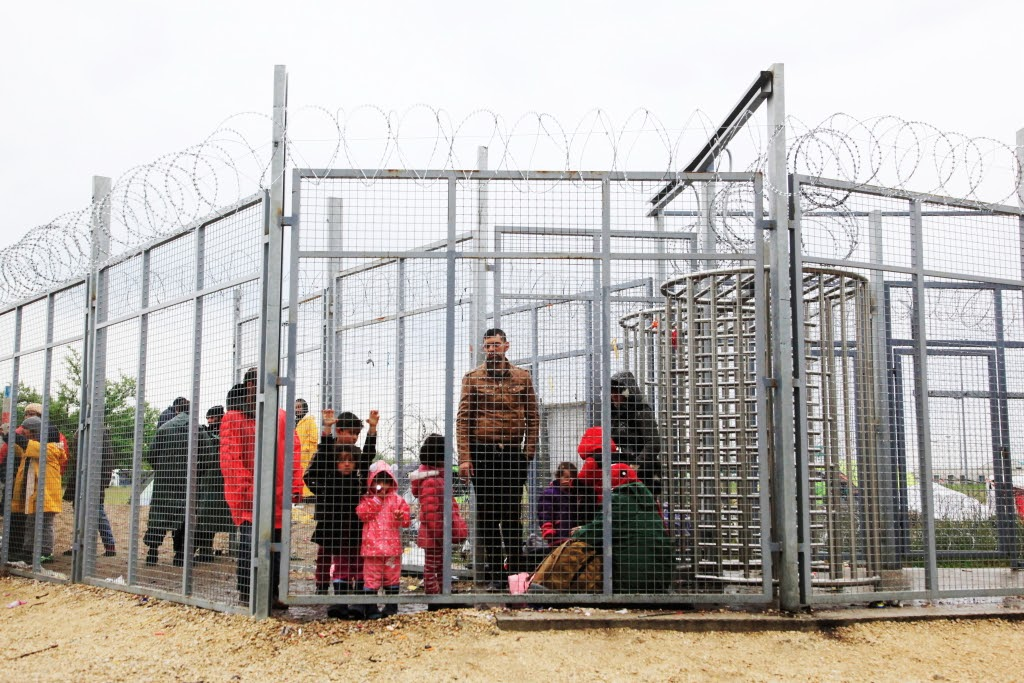
Beléptető kapu a kerítésen Tompánál

2016. augusztus 26-án Orbán Viktor miniszterelnök bejelentette, hogy egy újabb kerítéssor létesítése vált szükségessé a magyar–szerb határszakaszon, mely a legmodernebb technikai eszközökkel felszerelt masszívabb védelmi rendszer lesz. Orbán Viktor az intézkedést azzal indokolta, hogy a politikai változások miatt egyszerre több százezer ember várható, akik illegális határátlépésre szánhatják el magukat, amit csak egy megerősített határzár tud majd feltartóztatni. Véleménye szerint „a határt nem lehet virágokkal és plüssállatkákkal megvédeni. A határt kerítéssel, rendőrökkel, katonákkal meg fegyverrel szükséges biztosítani”.
Az új kerítés a jelenleg meglevő kerítés mellett végigfutó, úgynevezett „manőverút” másik oldalán épült fel, és elektromos jelzőrendszerrel is lett ellátva, és 26 db új hőkamerás terepjárót is üzembe helyeznek. Az IBH-n összesen 60 darab kaput létesítettek.

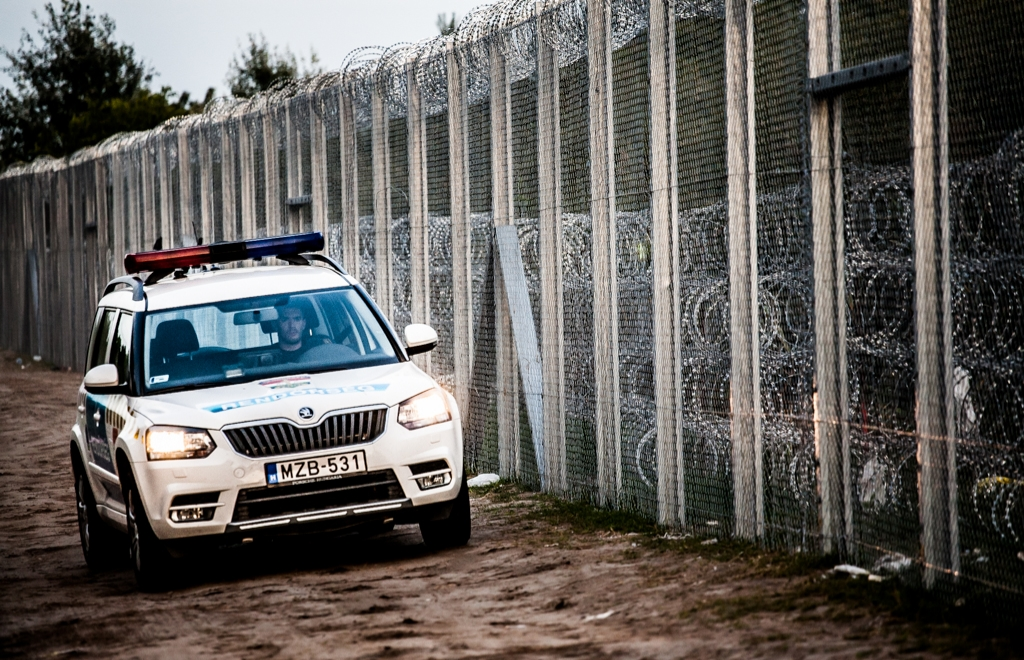
Rendőrségi gépkocsi a második védelmi vonal mentén

Az Európai Bizottság 2016. szeptember 14-én sajtóközleményt adott ki egy új Európai Határ- és Parti Őrség felállításáról és az egységes európai határok megerősítéséről.
2017. január 20-án Bakondi György bejelentette, hogy olyan új kerítésrendszert tesztelnek a déli határszakaszon, ahol már hőkamera, éjjellátó berendezés, reflektorok, videokamerák működnek és az új kerítést egyszerű vágóollóval nem lehet átvágni.
2017. február 23-án Lázár János bejelentette, hogy a kormány döntött a szerb–magyar határszakasz műszaki határzára mögött egy második védelmi vonal kiépítéséről.
A 2017 májusra elkészülő második kerítéssel kapcsolatban 2017. március 17-én a Kossuth rádió 180 perc című műsorában Orbán Viktor azt nyilatkozta, hogy "a magyar határon épülő második biztonsági kerítés, ha kell, a Törökország felől érkező legnagyobb tömegeket is feltartóztatja majd".
2017. március 28-án éjféltől az Országgyűlésben március 7-én, a kormány javaslatára elfogadott törvénymódosítások alapján, életbe lépett a szigorított jogi határzár. A törvényi változások lényege, hogy a magyar határnál megjelenő és ott tartózkodó menedékkérőknek, a nekik előírt helyen kell tartózkodniuk, ellenkező esetben szabálysértést követnek el. Az intézkedés lényege, hogy illegálisan ne tartózkodhasson senki sem Magyarország területén.
2017. május 17-én Földes András újságíró arról számolt be, hogy a szerb határon húzódó kerítésbe áramot vezetett a hatóság.
Egy kormányhatározat szerint 2017. június 29-én a kormány elrendelte a magyar–szerb határon kiépítésre került intelligens jelzőrendszer 900 V névleges feszültségű alapesetben történő üzemelését. A modern biztonsági technológia az emberi életre nem veszélyes elektromos feszültséggel üzemel a kerítés teljes hosszában és azonnal jelzést küld a határőrizeti központnak arról, hogy hol próbálják a biztonsági határzárat megrongálni. A rendőrök a hatályos magyar jogszabályoknak megfelelően a határsértést elkövetőt, elfogása után, visszakísérik az ideiglenes biztonsági határzárhoz.
Magyarország védelme érdekében a határkerítés, a megerősített határvédelem és a jogi határzár bevezetése után, a magyar kormány 2018. augusztus 25-én  hatályba lépő adópolitikai intézkedést is hozott. Bevezette a bevándorlási különadót, amelyet a bevándorlást segítő tevékenység támogatása után kell fizetniük azoknak a szervezeteknek, akik támogatják és segítik az illegális migrációt. Az Európai Bizottság vizsgálja, hogy a bevándorlási különadó összeegyeztethető-e az uniós joggal. Az uniót is védő határkerítéssel kapcsolatban, Orbán Viktor miniszterelnök 2017 őszén levélben kérte az Európai Bizottság elnökét, hogy Brüsszel 50 százalékban járuljon hozzá a magyar határvédelem addigi költségeihez.
2020. február 7-én a határkerítés szerb oldalán nagy csoport vándorló migráns gyűlt össze Kelebiánál, de este hét órakor, miután a szerb hatóságok elszállították a határátkelőhelyről az ott gyülekező migránsokat megindulhatott a normális forgalom.

## Reakciók

### Politikai pártok
A kerítésépítés 2015. június 17-i bejelentésére a pártok különbözőképpen reagáltak. A Fidesz–KDNP-frakció támogatta a kormány döntését, Németh Szilárd szerint a határzár megakadályozhatja az illegális bevándorlást Magyarországra. A magyarországi déli határzárat ellenzőkről szólva Orbán Viktor a Fidesz elnöke szerint olyan véleménynyomás alakul ki Európában, hogy a kerítés szót nem lehet kimondani.
Az ellenzéki pártok közül a Jobbik üdvözölte a határzár létesítését, az intézkedést szükségesnek, de nem elégségesnek minősítették, mert szerintük hosszú távon nem szünteti meg a menekültek beáramlását. Az MSZP elutasította az építkezést, Tóbiás József elnök-frakcióvezető szerint közösen kell megvédeni a menekülteket, és közösen kell megvédeni a magyar polgárokat az illegális bevándorlóktól. Kunhalmi Ágnes, a párt budapesti elnöke éles hangon bírálta Orbánt és a Jobbikot. A DK szóvivője, Gréczy Zsolt azt tudakolta, hogy a kerítésbe vezetnek-e áramot és kapnak-e tűzparancsot a rendőrök. Schiffer András, az LMP frakcióvezetője a palesztinokat gettóba záró izraeli falhoz hasonlította a határzárat. Szelényi Zsuzsanna, az Együtt képviselője úgy nyilatkozott, hogy az oltalomra szoruló menekülőket minden országnak be kell fogadnia.
A Demokratikus Koalíció 2015. július közepén bejelentette, hogy az Európai Bizottsághoz fordul a határőrizeti célú ideiglenes kerítésnél alkalmazott sérülést okozó pengék miatt. Kakuk György, a párt elnökségi tagja Milica Mancsics Sztojkovics szerb újságíróval szeptember 1-én Röszkén átvágta a drótakadályt, hogy így fejezze ki szolidaritását az augusztus 24-én megtalált 71 menekült tragikus halála miatt, és humánus bánásmódot követeljen. A rendőrség a politikust Szegedre szállította, majd elengedte és szabálysértési eljárást indított ellene.
2017. május 24-én Botka László, az MSZP miniszterelnök-jelöltje úgy nyilatkozott a Reuters hírügynökségnek, hogy hatalomra kerülése esetén lebontja a kerítést, amint megvalósul az Európai Unió határvédelmi ellenőrzése és megnyugszik a helyzet a Közel-Keleten. Hozzátette: „Ha úgy teszi fel a kérdést, hogy megépítettük-e volna a kerítést, határozottan azt mondom, hogy NEM.”
2018-ban Szanyi Tibor  az Európai Parlament képviselője kijelentette, hogy  „Magyarország déli határán húzódó kerítés valóságában és szimbolikájában egyaránt eltakarítandó (…) Tulajdonképpen ez a kerítés egy Auschwitz light.”

### Külföldi vélemények
Jaap de Hoop Scheffer volt NATO-főtitkár szerint, amikor a kerítés megépítésével megvédte a magyar határokat a magyar kormány, azt tette, amit Európának kellett volna tennie.
Sebastian Kurz osztrák külügyminiszter nem ellenzi a kerítést, ami Magyarország déli határán épült. Nyilatkozata szerint biztonságos határokra van szükség, és a Törökország és Bulgária között létesült biztonságos határnak köszönhetően sikerült megkönnyíteni a menekültek jogszerű áthaladását.
Laurent Fabius francia külügyminiszter szerint az „olyan drótkerítés felhúzása, amelyet még állatoknak sem csinálnak, nem az értékek tiszteletben tartása” és le kell bontani.
Ľubomír Ábel szlovák rendőrfőkapitány-helyettes a szlovák belügyminiszterrel összhangban úgy nyilatkozott, hogy a magyarországi déli határzárnál lévő szolgálatteljesítésük helyszínén már tizenhat illegális határsértő elfogásában vettek részt, így segítve a magyar rendőröket a határzár védelmében, amivel a magyar fél is nagyon elégedett.
Harald Vilimsky az Osztrák Szabadságpárt titkára, EP-képviselő 2016-ban a biztonsági kerítés megépítését elrendelő magyar kormányt dicsérte: "Orbán azon kevés európai állami vezetők egyike, aki betartotta az európai szerződéseket a nagy migránshullám idején. Meglátásom szerint a magyar kormány bebizonyította, hogy hideg fejjel, az emberek érdekeit figyelembe véve, észszerűen tud cselekedni. A mi véleményünk, hogy természetesen segíteni kell mindenkinek, aki tényleg segítségre szorul. Ennek nagy hagyománya van Ausztriában, Magyarországgal szemben is. De a gyereket a nevén kell nevezni. Ennek a népvándorlásnak nem a következő 2-3 évben, inkább a következő 5-10 évben lehet majd érezni a hatását. Ha úgy szeretnénk megőrizni a kontinensünket, ahogy ismerjük és szeretjük, akkor száz százalékig egyetértek Orbánnal.

### Helyi polgármesterek
Toroczkai László, Ásotthalom polgármestere már korábban is javasolta fizikai határzár létesítését, ezért üdvözölte a kerítésépítés bejelentését, mert szerinte a migrációs problémát – élőerős védelemmel kiegészítve – egyedül ez oldja meg.
Mórahalom polgármestere, Nógrádi Zoltán úgy nyilatkozott, hogy: „Nagyon vártuk már ezt a lépést, azt várjuk a kerítéstől, hogy nagyon látványosan lecsökken a migránsok száma térségünkben”.
A kerítés eredetileg tervezett végén túl, a magyar–szerb–román hármashatárnál fekvő Kübekháza polgármestere, Molnár Róbert a belügyminiszterhez írt levelében kifejezte azon aggodalmát, hogy a határzár szerinte elpusztíthatja a környéken élő nagyvadakat, valamint a migrációt a román–magyar határszakaszra terelheti át. Miután 2015. szeptember 16-án elkezdődött a határzár meghosszabbított nyomvonalának kijelölése a magyar–román határon, Molnár Róbert úgy nyilatkozott, hogy nem ért egyet a kerítés továbbépítésével, mert szerinte ennek nyomán megszakad a kapcsolat a szomszédos magyarlakta romániai és szerbiai településekkel.
Botka László szegedi polgármester szerint a kormányt „csak az érdekli, hogy politikai céljaira használja az ügyet, félelmet keltsen a lakosságban, ezért dobtak ki sok tízmilliárdot teljesen hasztalan új vasfüggönyre”.

### Közvélemény-kutatások
A Publicus Intézet által 2015. július 7-e és 9-e között végzett közvélemény-kutatás szerint a megkérdezettek 34%-a támogatja a kerítés megépítését, 56%-a viszont ellenzi.
A Századvég Alapítvány ezer fő bevonásával készült július 21-i közvélemény-kutatása szerint a magyarok 97 százaléka ismeri a kerítésépítés tervét és a többségük (61%) egyetért azzal, hogy ilyen módon próbálják csökkenteni a bevándorlást. A tervet 27 százalék ellenezte, míg 12% nem válaszolt.

### Egyházak
A katolikus egyházfő 2015. június 17-i audienciáján, a menekültek világnapjára utalva – Magyarországot, illetve a határzárat konkrétan nem említve – imára szólított a menekültek emberi méltóságának tiszteletben tartása érdekében, majd arra hívott föl mindenkit, hogy „kérjenek megbocsátást azon emberek és intézmények számára, akik bezárják az ajtót a családot és védelmet keresők előtt”. Erdő Péter esztergom-budapesti érsek 2015. augusztus 20-án úgy fogalmazott, hogy a Magyarországra érkező emberek ezrei egy olyan nemzetközi folyamat részesei, amelynek kezelése „messze meghaladja akár az egyéni lehetőségeinket, akár országunk képességeit és méreteit”. Henri Boulad, szíriai származású jezsuita szerint helyes segíteni az embereket, de a toleranciának is van küszöbe. Kiss-Rigó László szeged-csanádi püspök úgy nyilatkozott, hogy ez nem menekülthelyzet, hanem invázió: Európát elárasztották a magukat menekültnek beállító emberek, de valójában komoly veszélyt jelentenek a kontinens egyetemes keresztény értékeire.
Böjte Csaba ferences rendi szerzetes, a Dévai Szent Ferenc Alapítvány alapítójának véleménye szerint építeni kell kerítést a határra, de ő egy jó nagy kaput is csinálna rá és nem félti a zöldhatáron áttört nagyszámú muszlim vallású migránstól az európai kereszténységet.
Tőkés László, a Királyhágómelléki református egyházkerület korábbi püspöke szerint a magyarok nem kérnek a megélhetési bevándorlókból, és a kerítés a bevándorlást nagymértékben csökkenteni fogja.
A Magyar Narancs hírmagazinnak nyilatkozva ifj. Cserháti Sándor szegedi evangélikus lelkész sajnálkozásának adott hangot, hogy a Bibliában szereplő „Mert éheztem, és ennem adtatok; szomjúhoztam, és innom adtatok; jövevény voltam, és befogadtatok engem” szakasz a menekülthelyzetre adott válaszként először a Magyar Kétfarkú Kutya Párt óriásplakátján, nem pedig az egyház reakciójában jelent meg.
Iványi Gábor metodista lelkész, volt SZDSZ-es képviselő, a Magyarországi Evangéliumi Testvérközösség elnöke, élesebben fogalmazott. Szerinte a Biblia világos útmutatást ad, a propaganda uszít, a kerítés pedig bűn, és az is bűnt követ el, aki csupán pártolja. Iványi szerint az egyházak azért nem lépnek fel nyíltan a határzárral szemben és azért igyekeznek csendben segíteni a menekülteknek, mert igazodnak a hatalom akaratához, és „nem akarnak tengelyt akasztani a kicsinyes és bosszúálló hatalommal”.

## Környezeti hatások
Nagy Boldizsár, az ELTE adjunktusa, illetve a Védegylet nevű zöldpolitikai szervezet szerint a kerítés építése ellenkezik a természetvédelmi (Tvt) és a területrendezési (OTrT) törvényekkel, mert nem készült környezeti hatásvizsgálat, annak ellenére, hogy a nyomvonalas létesítmények kialakítása környezetihatásvizsgálat-köteles, amennyiben az adott létesítmény területfoglalása eléri az 1 hektárt, különösen Natura 2000 területen. A határőrizeti célú ideiglenes kerítés területfoglalása ennél jóval nagyobb: a kormány mintegy 100 ha magánterület kisajátításáról döntött. A Védegylet ezért a kerítés-építés megállítását kérte a kormánytól. Ennek elmaradása esetén pert indítanak a belügy- és honvédelmi miniszterek ellen és beadvánnyal fordulnak az alapvető jogok biztosához. A Csongrád Megyei Kormányhivatal tájékoztatása szerint a „határzár építése nem engedélyköteles tevékenység (...) Az ország nemzetbiztonsági érdekei a nemzetközi joggal összhangban nem rendelhetők alá a (...) 314/2005. (XII. 25.) Korm. rendeletben felsorolt, a környezeti hatásvizsgálat készítési szempontoknak, ezért környezeti hatásvizsgálat nem készült.”
A HVG 2015. június 25-én arra hívta fel a közvélemény figyelmét, hogy környezetvédelmi szakemberek szerint a Kiskunsági Nemzeti Park igazgatása alá tartozó, Natura 2000-es területeken épülő határzár a vadállomány szabad mozgását akadályozni fogja és védett élőhelyeket vág ketté. A Csongrád Megyei Kormányhivatal úgy foglalt állást, hogy a térségben nincsenek nagy testű védett állatok (farkas, hiúz, medve stb.), a kisebb méretűeket pedig nem fogja zavarni a kerítés.
Bojtos Ferenc, a szegedi Csemete Természet- és Környezetvédelmi Egyesület irodájának vezetője júliusban arra hívta fel a figyelmet, hogy ezen a környéken él az európai szintű védelmet élvező délvidéki földikutya (Nannospalax montanosyrmiensis), melynek mintegy kétszáz példányos állománya kifejezetten érzékeny, sérülékeny és a kerítés esetleges betonalapja akadályozná a föld alatti közlekedésüket. A természetvédelemért felelős Földművelésügyi Minisztérium augusztus 19-i tájékoztatása szerint ezeken a szakaszokon olyan technológiát alkalmaznak a határzár építése során, amely nem jár földmunkával és jelentős talajmozgatással, mert az itt készülő kerítésnek nem lesz felszín alatti része. Az állatok nyáron a talaj mélyebb rétegeiben aktívak, ezért a területen folyó munkák nem zavarják őket. A Kiskunsági Nemzeti Park természetvédelmi őrszolgálata a helyszínen felügyeli a védett értékeket érintő munkákat.
A kerítés megépítése után elvégzett vizsgálatok megállapították, hogy a földikutyák védelmét célzó módosítások eredménytelenek voltak: a kerítés kettévágta a kelebiai állományt, amely így egy szerbiai és egy magyar részre szakadt. A kerítés mentén rendszeresen nehéz munkagépek közlekednek, a területet pedig gyomirtóval permetezik, miközben a faj fokozottan érzékeny a zajra és a föld rezgésére, emellett kizárólag gyepes területeken képes fennmaradni. A faj védelmének elmaradását kifogásoló észrevételekre válaszul Fazekas Sándor földművelésügyi miniszter kifejtette, hogy az államhatár védelméről szóló törvény alapján a kerítés sajátos, nemzetbiztonsági rendeltetésű építmény. Építésénél és engedélyeztetésénél eltekinthetnek a szokásos hatósági vizsgálatoktól, ezért létesítését a hatóságnak nem kellett engedélyeznie. A beruházás érdekében külön rendeletben felfüggesztették a természetvédelmi jogszabályokat és a döntésekbe nem vonták be a környezet- és természetvédelemért felelős minisztert. A minisztérium akkor sem tud közbeavatkozni, ha látja a pusztítást.

## Statisztika
A határőrizeti célú ideiglenes biztonsági határzár (IBH) alkalmas a Magyarországon felfedett tiltott határátlépők visszatartására, illetve az elfogott határsértők visszairányítására az IBH-kapukon keresztül. A Magyarországon 2015-ben elfogott illegális határátlépőket a rendőrség regisztrálta és azóta is folyamatosan regisztrálja. Mindenki számára elérhető módon, heti bontásban követhető az illegális migráció adatsorának alakulása, a rendőrség weblapján (police.hu).
A 2015-ig csak szabálysértésnek számító illegális határátlépés, 2015. szeptember 15-étől vált bűncselekménnyé Magyarországon. 2015-ben, a magyar államhatárt illegálisan átlépő és elfogott bűnelkövetők száma 391 384 fő volt.

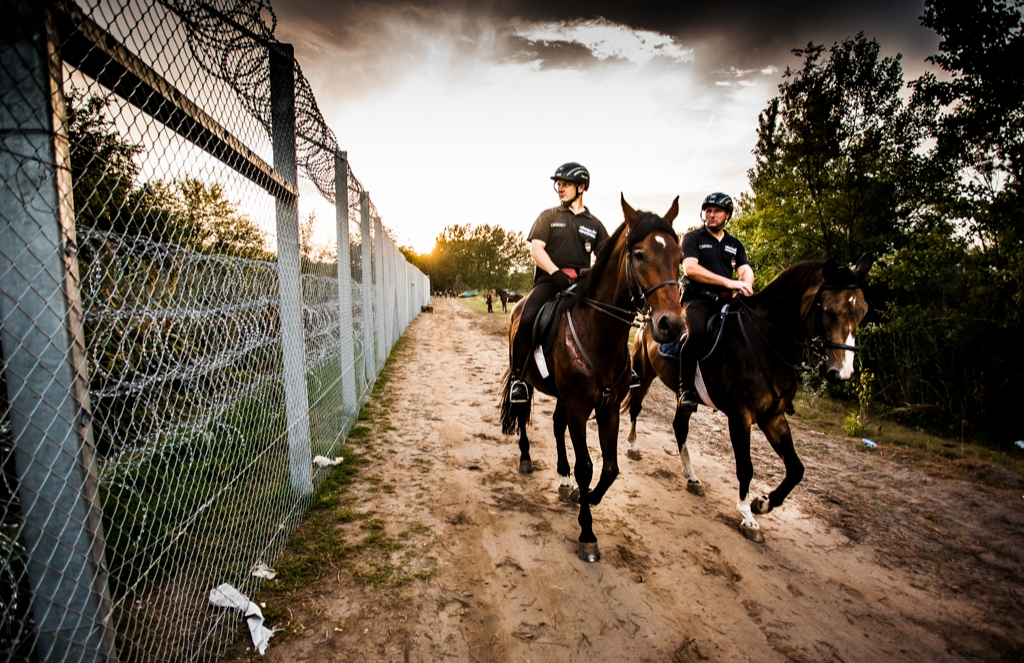
A biztonsági határzár mellett járőröző lovasrendőrök (2015. szeptember 14.)

## Jogszabályok
1. 1 2 3 4  A Kormány 1401/2015. (VI. 17.) Korm. határozata a rendkívüli bevándorlási nyomás kezelése érdekében szükséges egyes intézkedésekről – Magyar Közlöny 2015. 83. szám, 2015. június 17.
2. ↑  2015. évi CXXVII. törvény az ideiglenes biztonsági határzár létesítésével, valamint a migrációval összefüggő törvények módosításáról – Magyar Közlöny 2015. 102. szám, 2015. július 13.
3. 1 2 3  2015. évi CXL. törvény egyes törvényeknek a tömeges bevándorlás kezelésével összefüggő módosításáról, 31. § – Magyar Közlöny, 2015. évi 124. szám, 2015. szeptember 7.
4. ↑  A Kormány 213/2015. (VII. 31.) Korm. rendelete a határőrizeti célú ideiglenes biztonsági határzár építésén dolgozók védelméről, továbbá az államhatárról szóló törvény szerinti közérdekű használati joggal összefüggő kártalanításról szóló 211/2015. (VII. 23.) Korm. rendelet módosításáról – Magyar Közlöny 2015. 112. szám, 2015. július 31.
5. ↑  A Kormány 1665/2015. (IX. 21.) Korm. határozata a tömeges bevándorlás okozta válsághelyzet kezelése érdekében szükséges további intézkedésekről - Magyar Közlöny 2015. 134. szám, 2015. szeptember 21.
6. ↑  A belügyminiszter 55/2015. (X. 16.) BM rendelete részleges határzár elrendeléséről - Magyar Közlöny 2015. 154. szám, 2015. október 16.
7. ↑  A belügyminiszter 56/2015. (X. 17.) BM rendelete részleges határzár ismételt elrendeléséről - Magyar Közlöny 2015. 155. szám, 2015. október 17.
8. ↑  A Kormány 314/2005. (XII. 25.) Korm. rendelete az egységes környezethasználati engedélyezési eljárásról - Jogtár.hu